# SNCF BB 9400
Die BB 9400 war eine französische Elektrolokomotivbaureihe für den Einsatz auf dem Gleichstromnetz der Société nationale des chemins de fer français (SNCF) mit 1,5 kV. Die Lokomotiven wurden von EMC, Jeumont-Schneider und Fives-Lille in den Jahren 1959 bis 1964 in 135 Exemplaren gebaut. Gegenüber den verwandten BB 9200 waren sie 22,8 t leichter, was einen Einsatz auch auf Strecken mit schwachem Oberbau ermöglichte.

## Geschichte

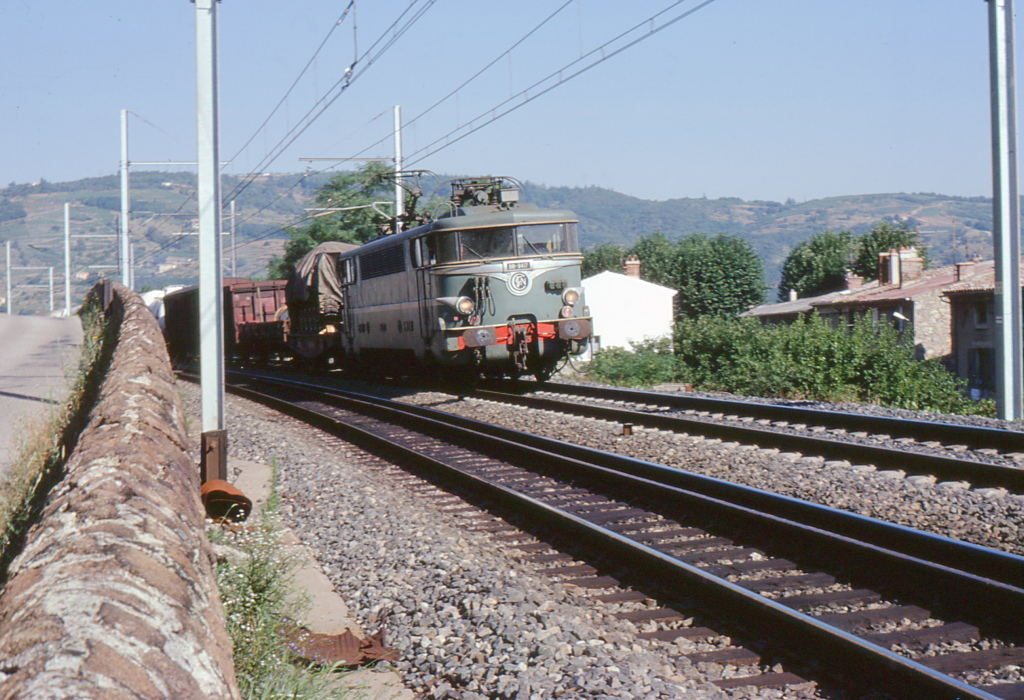
Lokomotive Reihe BB 8400 mit grüner Lackierung

Lokomotiven für Gleichstrom mit 1,5 kV Spannung wurden bis jetzt im Wesentlichen bei den SNCF entwickelt und technische Richtlinien hier bestimmt.
Zwei Jahre nach der ersten BB 9200 wurden die erste Lokomotive der Reihe BB 9400 in Dienst gestellt, die sich von der BB 9200 besonders durch ihren Antrieb mit Monomotor-Drehgestellen unterschied. In dieser Form wurde in Frankreich bereits vor dem Zweiten Weltkrieg mit der PO E 703 eine Lokomotive in Einrahmenbauweise eingesetzt. Viele Bauteile der Lokomotive sind in Baukastenbauweise mit denen der SNCF BB 16500 für 25 kV 50 Hz Wechselstrom sowie der Zweisystemlokomotive SNCF BB 25500 entstanden. Innerhalb der Reihe gab es zwei Unterbaugruppen mit der Anordnung der Stromabnehmer:
- BB 9401–BB 9435 besaßen auf einem Gerüst aufgesetzte Einholmstromabnehmer,[2]
- BB 9436–BB 9535 besaßen eine Anordnung der Einholmstromabnehmer auf kleinen Blöcken der Dachform.

Ursprünglich waren die Lokomotiven mit einem grünen Kasten mit zahlreichen Zierleisten aus Aluminium nach dem Muster der BB 9200 ausgestattet. Da diese schnell verschmutzten, wurden sie in den 1970er Jahren wieder entfernt. Ebenso wurden in der Zeit die ursprünglichen gebogenen Eckfenster durch Bleche ersetzt. 1981 erhielten die Lokomotiven eine Lackierung mit braunem Dach und grauen Seitenwänden (Abbildung), die auf einen Entwurf von Paul Arzens zurückgeht. Gleichzeitig wurden in Belgien mit der Reihe 126 Lokomotiven mit dem gleichen Antriebskonzept für 3 kV Gleichstrom beschafft.
Die Lokomotiven galten über drei Jahrzehnte als zuverlässige Maschinen für den mittleren Dienst. Die BB 9531–BB 9535 wurden mit in der Geschwindigkeit umschaltbaren Getrieben ausgerüstet, weshalb es bei ihnen auch zu Einsätzen im Schnellzugdienst kam. Abgeleitet wurde diese Bauweise von den beiden Prototypen SNCF BB 30001 und 30002. Die Mehrzahl der Lokomotiven waren jedoch im Güterzugdienst eingesetzt, wo sie sich dank ihres vorteilhafteren Reibungsgewichtes besser bewährten als Lokomotiven mit Einzelachsantrieb. Außerdem besaßen sie eine relativ geringe Masse, was sie auf Strecken mit leichterem Oberbau bevorzugt zum Einsatz brachte, so nach 1980 nach der Elektrifizierung von Bordeaux nach Montauban.
Als in den späten 1980er Jahren die Masse und Geschwindigkeit der Güterzüge immer mehr stieg, gingen die Einsätze der BB 9400 in diesem Bereich zurück. Die Güterzüge wurden daraufhin von der BB 8500 übernommen. Die ersten Ausmusterungen begannen bei der BB 9400 1987. Besonders durch die Lieferung der BB 26000 wurden viele Lokomotiven überflüssig. In den 1990er Jahren kam der Gedanke auf, die Lokomotiven im leichten Vorortverkehr zu verwenden, was zum Umbau von 42 Lokomotiven in die Reihe BB 9600 bis 1994 führte. Die nicht umgebauten Lokomotiven wurden bis zu dieser Zeit ausgemustert, es wurden viele Fahrzeuge in der Zwischenzeit verschrottet, nachdem die brauchbaren Teile als Ersatzteile für die noch betriebenen Wendezuglokomotiven BB 9600 verwendet wurden. Zwei Lokomotiven der Reihe sind erhalten geblieben; Die BB 9411 in Nîmes und die BB 9460 in Montpellier.

## Einsatz
Von den mit Schaltgetriebe ausgerüsteten BB 9531–9535 ist bekannt, dass sie für die Bespannung des Schnellzuges von Paris-Austerlitz – Orléans – Tours – Poitiers verwendet wurden. Die Lokomotiven beförderten den Zug mit dem Namen Cyclops mit einer Geschwindigkeit von 160 km/h. Als weitere Einsatzstrecken ist bekannt von Bordeaux nach Montauban, Béziers – Neussargues, Ambérieux – Bellegarde, Ambérieux – Chambéry, Lyon – Avignon, Valencia – Miramas über das rechte Ufer der Rhone, Lyon – St-Etienne und Bordeaux – Le Verdon.
Zu den Einsatz-Depots zählen Avignon (seit 1961), Paris S/W (1963–1965, eine Lokomotive bis 1973), Lyon (ab 1966), Bordeaux (seit 1981) und Tours Saint-Pierre (ab 1990).